# Charlie Brooker
Pour les articles homonymes, voir Brooker.
Charlton Brooker, dit Charlie Brooker (né le 3 mars 1971), est un journaliste, scénariste et animateur britannique. Son style d'humour acide et irrévérencieux est caractérisé par l'intervention d'éléments surréalistes et d'un pessimisme satirique prononcé. Il présente les émissions de télévision Screenwipe, Gameswipe et Newswipe (en), rédige des articles pour le journal The Guardian, et écrit chaque lundi un article pour le supplément G2 du même journal. Il est le créateur de la série télévisée Black Mirror.

## Biographie
Charlton Brooker est l'un des quatre entrepreneurs ayant fondé la compagnie de production Zeppotron, à vocation comique. Son drame d'horreur en cinq parties, Dead Set (Jeu mort) pour E4, lui a valu une nomination pour un BAFTA.
En outre, Charlie Brooker a gagné le prix du chroniqueur de l'année lors des British Press Awards de 2009 (Prix de presse britannique) pour l'un de ses articles, et est sacré meilleur espoir lors des British Comedy Awards de 2009 (Prix de comédie britannique).
Il est le coprésentateur de l'émission 10 O'Clock Live sur Channel 4. Il a aussi présenté la série documentaire How TV Ruined Your Life (Comment la télé a ruiné votre vie) sur BBC 2.
Il rédige en 2009, en compagnie d'autres personnalités, Le Guide de Noël pour athées, qui a atteint la première place des ventes du site Amazon lors de son lancement.
En 2011, il crée sa propre série, Black Mirror. C'est une série de type « anthologie » où il décrit les « effets secondaires » de notre dépendance à la technologie. La série a notamment remporté l'International Emmy Award de la meilleure mini-série en 2012.
Il en a respectivement écrit et coécrit les épisodes 1 et 2 de la saison 1, ainsi que les trois épisodes de la saison 2. Il continuera d'écrire la grande majorité des épisodes pour les saisons 3 et 4.
Il est marié avec la présentatrice Konnie Huq, avec qui il a eu deux fils,.

## Filmographie
Sauf indication contraire, les informations mentionnées dans cette section peuvent être confirmées par la base de données cinématographiques IMDb,  présente dans la section « Liens externes ».

### Comme scénariste
Séries télévisées
- 1999-2000 : The 11 O'Clock Show (en) (4 épisodes)
- 2001 : Brass Eye (en) (1 épisode)
- 2001 : TVGoHome (en)
- 2005 : Spoons (en)
- 2005 : Nathan Barley (en)
- 2007 : Rush Hour (en)
- 2008 : Dead Set
- depuis 2011 : Black Mirror
- 2012 : Them from That Thing
- 2012-2014 : Close Case : Affaires closes (A Touch of Cloth)
- 2018 : Cunk on Britain
- 2022 : Planète Cunk

Programmes télévisés
- 2006-2009 : Charlie Brooker's Screenwipe (en) (27 épisodes)
- 2009 : Charlie Brooker's Gameswipe (en)
- 2009-2010 : You Have Been Watching (en)
- 2009-2010 : Newswipe with Charlie Brooker (en) (12 épisodes)
- 2010 : Charlie Brooker's 2010 Wipe
- 2011 : Charlie Brooker's 2011 Wipe
- 2011 : How TV Ruined Your Life (en)
- 2011-2013 : 10 O'Clock Live (en)
- 2013 : How Videogames Changed the World (en)
- 2013 : Charlie Brooker's 2012 Wipe
- 2013 : Charlie Brooker's 2013 Wipe
- 2013-2015 : Charlie Brooker's Weekly Wipe (en)
- 2014 : Charlie Brooker's 2014 Wipe
- 2015 : Charlie Brooker's 2015 Wipe
- 2015 : Charlie Brooker's Election Wipe
- 2016 : Charlie Brooker's 2016 Wipe

Documentaires télévisés
- 2007 : Tapping the Wire

Téléfilms
- 2016 : Cunk on Shakespeare
- 2016 : Cunk on Christmas

Film
- 2018 : Black Mirror : Bandersnatch de David Slade

### Comme producteur
Séries télévisées
- 2006-2009 : Charlie Brooker's Screenwipe (en)
- 2013 : How Video Games Changed the World (en)
- 2018 : Cunk on Britain

Programmes télévisés
- 2008 : Dead Set
- depuis 2011 : Black Mirror
- 2012-2013 : Close Case : Affaires closes (A Touch of Cloth)
- 2017 : Mr Biffo's Found Footage

Film
- 2018 : Black Mirror : Bandersnatch de David Slade

## Distinctions

### Nominations
- British Academy Television Awards 2014 : meilleure performance divertissante pour 10 O'Clock Live